# Tantilla andinista
Tantilla andinista (андійська багатоніжкова змія) — вид змій родини полозових (Colubridae). Ендемік Еквадору.

## Поширення і екологія
Андійські багатоніжкові змії відомі за типовим зрізком, зібраним в околицях Алаусі в провінції Чимборасо, на висоті 2750 м над рівнем моря. Вони живуть у високогірних чагарникових заростях Еквадорських Анд.